# Brestov (Humenné)
|  | No s'ha de confondre amb Brestov (Prešov). |

Brestov és un poble i municipi d'Eslovàquia. Es troba a la regió de Prešov, al nord del país.

## Història
La primera referència escrita de la vila data del 1567.

## Demografia
| Godina             | 1994 | 2004   | 2014   | 2024   |
| ------------------ | ---- | ------ | ------ | ------ |
| Nombre de persones | 501  | 546    | 599    | 569    |
| Diferència         |      | +8,98% | +9,70% | −5,00% |

| Godina             | 2023 | 2024   |
| ------------------ | ---- | ------ |
| Nombre de persones | 580  | 569    |
| Diferència         |      | −1,89% |